# Seán Thomas O'Kelly
Seán Thomas O'Kelly, irsky Seán Tomás Ó Ceallaigh (25. srpna 1882 Dublin – 23. listopadu 1966 tamtéž) byl irský politik. V letech 1945–1959 byl prezidentem Irska, druhým v historii irské republiky. Předtím zastával významné vládní funkce, byl ministrem pro místní správu (1932–1939) a ministrem financí (1939–1945). V letech 1932–1945 byl rovněž místopředsedou vlády. V letech 1919–1921 předsedal revolučnímu irskému parlamentu (tzv. An Chéad Dáil). Od roku 1926 byl členem strany Fianna Fáil, předtím strany Sinn Féin. Byl vždy považován za „pravou ruku“ Éamona de Valery, centrální politické irské osobnosti své doby a zakladatele Fianna Fáil.

## Vyznamenání

Seán Thomas O'Kelly

- velkokříž Řádu svatého Řehoře Velikého (Vatikán, 27. listopadu 1933)
- velkokříž Řádu Karla III. (Španělsko, 1950)
- velkokříž speciální třídy Záslužného řádu Spolkové republiky Německo (Německo, 25. února 1955)
- rytíř velkokříže s řetězem Řádu zásluh o Italskou republiku (Itálie, 11. března 1957)[1]
- rytíř velkokříže s řetězem Řádu Pia IX. (Vatikán, 1958)[2]